# 1. ŽNL Zadarska 2006./07.
Ovaj članak je podtema članka: 5. rang HNL-a 2006./07.

1. ŽNL Zadarska u sezoni 2006./07. je predstavljala prvi stupanj županijske lige u Zadarskoj županiji, te ligu petog stupnja hrvatskog nogometnog prvenstva. 
 
U natjecanju je sudjelovalo četrnaest klubova, a ligu je osvojio klub "Hrvatski vitez" iz Posedarja.

## Sustav natjecanja
Četrnaest klubova igralo dvokružnu ligu (26 kola).

## Momčadi
- Bibinje – Bibinje
- Croatia – Turanj
- Debeljak – Debeljak
- Galovac – Galovac
- Gorica – Gorica
- Hajduk – Pridraga
- Hrvatski vitez – Posedarje
- NOŠK – Novigrad
- Pakoštane – Pakoštane
- Sabunjar – Privlaka
- Škabrnja – Škabrnja
- Zemunik – Zemunik Donji
- Zlatna Luka – Sukošan
- Zrmanja – Obrovac

## Ljestvica
| Poz. | Momčad             | U  | P  | N | I  | G+ | G– | G+/– | Bod. | Nastavak natjecanja ili ispadanje |
| ---- | ------------------ | -- | -- | - | -- | -- | -- | ---- | ---- | --------------------------------- |
| 1.   | Hrvatski vitez (P) | 26 | 19 | 2 | 5  | 74 | 26 | +48  | 59   | 4. HNL – Jug B                    |
| 2.   | Zlatna Luka        | 26 | 12 | 5 | 9  | 48 | 42 | +6   | 41   |                                   |
| 3.   | Gorica             | 26 | 11 | 7 | 8  | 40 | 38 | +2   | 40   |                                   |
| 4.   | Zrmanja            | 26 | 12 | 3 | 11 | 53 | 45 | +8   | 39   |                                   |
| 5.   | Debeljak           | 26 | 12 | 1 | 13 | 53 | 52 | +1   | 37   |                                   |
| 6.   | Škabrnja           | 26 | 10 | 5 | 11 | 29 | 40 | −11  | 35   |                                   |
| 7.   | Sabunjar           | 26 | 11 | 1 | 14 | 44 | 42 | +2   | 34   |                                   |
| 8.   | NOŠK Novigrad      | 26 | 10 | 4 | 12 | 49 | 51 | −2   | 34   |                                   |
| 9.   | Galovac            | 26 | 9  | 7 | 10 | 36 | 39 | −3   | 34   |                                   |
| 10.  | Hajduk Pridraga    | 26 | 10 | 3 | 13 | 38 | 40 | −2   | 33   |                                   |
| 11.  | Bibinje            | 26 | 9  | 6 | 11 | 44 | 48 | −4   | 33   |                                   |
| 12.  | Zemunik            | 26 | 9  | 6 | 11 | 39 | 51 | −12  | 33   |                                   |
| 13.  | Croatia Turanj     | 26 | 10 | 3 | 13 | 53 | 72 | −19  | 33   |                                   |
| 14.  | Pakoštane          | 26 | 9  | 5 | 12 | 32 | 46 | −14  | 32   |                                   |

## Rezultatska križaljka
| kratica | klub                     | BIB | CRO | DEB | GAL | GOR | HAJ | HRV | NOŠK | PAK | SAB | ŠKA | ZEM | ZLAL | ZRM |
| --- | ------------------------ | --- | --- | --- | --- | --- | --- | --- | ---- | --- | --- | --- | --- | ---- | --- |
| BIB | Bibinje                  |     |     |     |     |     |     |     |      |     |     |     |     |      |     |
| CRO | Croatia Turanj           |     |     |     |     |     |     |     |      |     |     |     |     |      |     |
| DEB | Debeljak                 |     |     |     |     |     |     |     |      |     |     |     |     |      |     |
| GAL | Galovac                  |     |     |     |     |     |     |     |      |     |     |     |     |      |     |
| GOR | Gorica                   |     |     |     |     |     |     |     |      |     |     |     |     |      |     |
| HAJ | Hajduk Pridraga          |     |     |     |     |     |     |     |      |     |     |     |     |      |     |
| HRV | Hrvatski vitez Posedarje |     |     |     |     |     |     |     |      |     |     |     |     |      |     |
| NOŠK | NOŠK Novigrad            |     |     |     |     |     |     |     |      |     |     |     |     |      |     |
| PAK | Pakoštane                |     |     |     |     |     |     |     |      |     |     |     |     |      |     |
| SAB | Sabunjar Privlaka        |     |     |     |     |     |     |     |      |     |     |     |     |      |     |
| ŠKA | Škabrnja                 |     |     |     |     |     |     |     |      |     |     |     |     |      |     |
| ZEM | Zemunik (Zemunik Donji)  |     |     |     |     |     |     |     |      |     |     |     |     |      |     |
| ZLAL | Zlatna luka Sukošan      |     |     |     |     |     |     |     |      |     |     |     |     |      |     |
| ZRM | Zrmanja Obrovac          |     |     |     |     |     |     |     |      |     |     |     |     |      |     |
| |                          |     |     |     |     |     |     |     |      |     |     |     |     |      |     |
| podebljan rezultat - utakmice od 1. do 13. kola (1. utakmica između klubova) rezultat normalne debljine - utakmice od 14. do 26. kola (2. utakmica između klubova) rezultat nakošen - nije vidljiv redoslijed odigravanja međusobnih utakmica iz dostupnih izvora rezultat nakošen i smanjen * - iz dostupnih izvora nije uočljiv domaćin susreta prekrižen rezultat - poništena ili brisana utakmica p - utakmica prekinuta 3:0 p.f. / 0:3 p.f. - rezultat 3:0 bez borbe n.i. - nije igrano |                          |     |     |     |     |     |     |     |      |     |     |     |     |      |     |

Izvori: 

## Vanjske poveznice
- nszz-zadar.hr, Nogometni savez Zadarske županije